# ناحية شاهيوند (مقاطعة دورة)
ناحية شاهيوند (بالفارسية: بخش شاهیوند شهرستان دوره) هي الناحية تقع في لرستان في إيران. يقدر عدد سكانها بـ 10,294 نسمة .